# Stephen Kipkorir
Stephen Kipkorir (Kenia, 24 de octubre de 1970-8 de febrero de 2008) fue un atleta keniano, especializado en la prueba de 1500 m en la que llegó a ser medallista de bronce olímpico en 1996.

## Carrera deportiva
En los JJ. OO. de Atlanta 1996 ganó la medalla de bronce en los 1500 metros, con un tiempo de 3:36.72 segundos, llegando a meta tras el argelino Noureddine Morceli y el español Fermín Cacho.